# Mary Poppins (serie di romanzi)

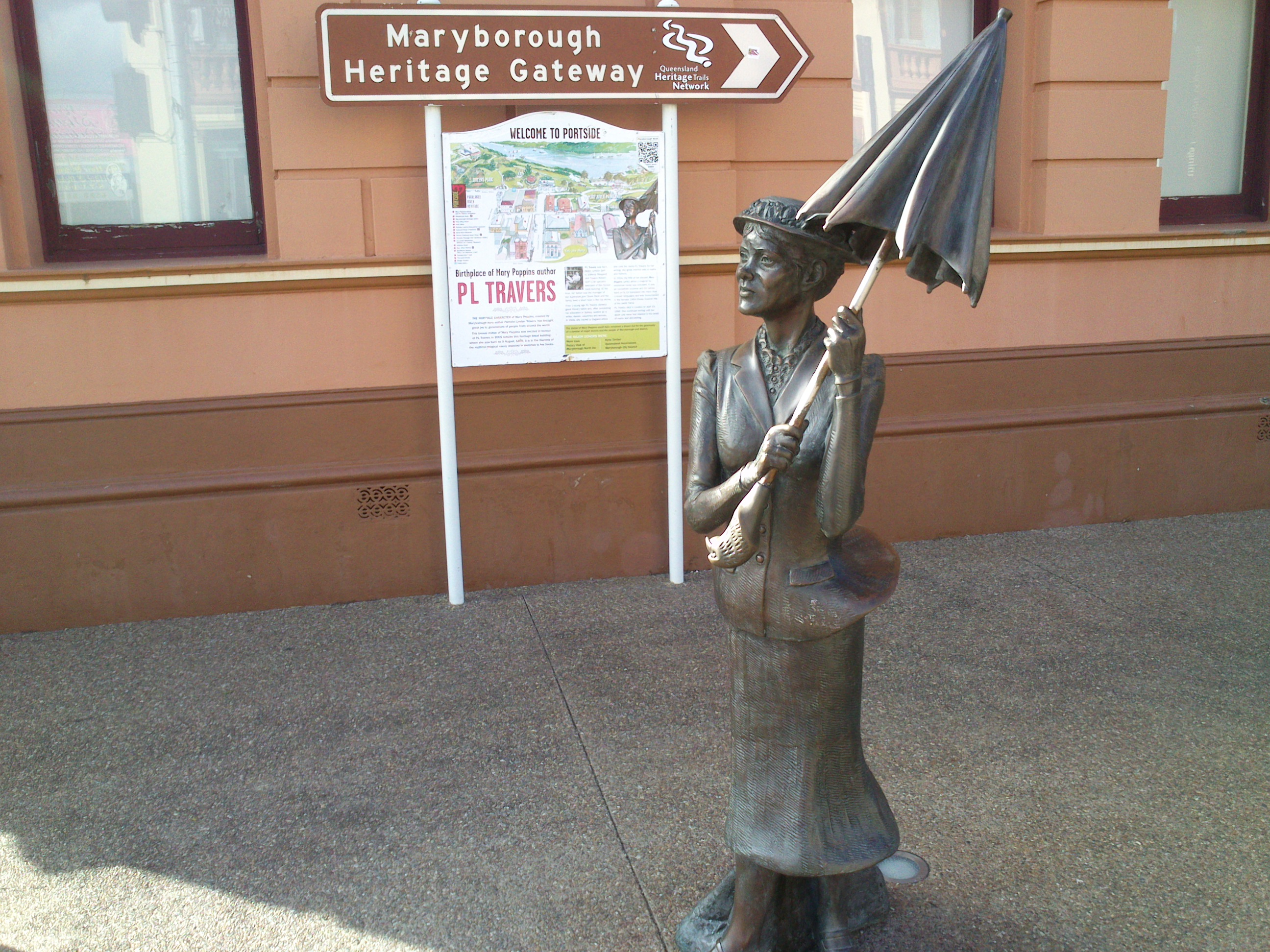
Statua di Mary Poppins a Maryborough, in onore di P. L. Travers

Mary Poppins è una serie di libri scritti dall'autrice australiana naturalizzata britannica Pamela Lyndon Travers, pseudonimo di Helen Lyndon Goff, tra il 1934 e il 1988 e illustrati da Mary Shepard, figlia del disegnatore dei personaggi in Winnie the Pooh. Travers scrisse questi racconti per alleviare le sofferenze delle sorelle minori dopo la morte del padre, il banchiere Travers Goff (il cui nome ispirerà la scrittrice per il suo pseudonimo), prima del trasferimento da Maryborough a Allora.
La serie è ambientata a Londra durante gli anni della Grande depressione e si compone di otto romanzi, tutti con protagonista Mary Poppins, una tata con poteri magici che scende volando dal cielo per prendersi cura dei pestiferi fratelli Jane, Michael, John, Barbara e Annabel Banks, figli di George, impiegato della banca d'Inghilterra, e della suffragetta Winifred. La referenza a Uomovivo di G. K. Chesterton sembrerebbe essere evidente.
L'arrivo e la partenza di Mary Poppins sono presenti solo nei primi tre libri; i successivi cinque libri si limitano a raccontare avventure relative alle tre visite precedenti di Mary perché, come spiega l'autrice nell'introduzione a Mary Poppins nel Parco, "non si può arrivare e partire per sempre."
Il primo libro della saga, intitolato Mary Poppins, è stato la principale fonte d'ispirazione dell'omonimo adattamento cinematografico del 1964, prodotto dalla Walt Disney Pictures e diretto da Robert Stevenson, con Julie Andrews nel ruolo della protagonista. A Walt Disney occorsero più di vent'anni per convincere Travers a cedere i diritti del libro, come visto anche nel film biografico del 2013 Saving Mr. Banks, dove la scrittrice è interpretata da Emma Thompson.
Nel 2015, la Walt Disney Pictures conferma la produzione di un seguito, basato sugli altri sette libri e più particolarmente sul secondo, Mary Poppins ritorna (Mary Poppins Comes Back), e con Emily Blunt nel ruolo che fu di Julie Andrews. A distanza di 24 anni rispetto al primo film, Mary Poppins fa ritorno a casa Banks dopo un tragico evento nella vita di Michael.
Dai libri è stato tratto anche un musical: originariamente prodotto da Cameron Mackintosh e messo in scena nel West End di Londra nel 2004, è stato poi portato a Broadway dal 2007 al 2013, per arrivare in Italia nel 2017.

## Romanzi

### Mary Poppins, pubblicato nel 1934
Nel primo libro si parla dei signori Banks e dei loro quattro figli: Jane, Michael e i gemelli John e Barbara. La famiglia Banks vive a Londra, al numero 17 del Viale dei Ciliegi. Quando la bambinaia Katie Nanna, furibonda, si licenzia, Mary Poppins arriva a casa Banks con la sua fedele borsa da viaggio, trasportata da un fortissimo vento da est. Accetta il lavoro (precisando di rimanere "fino a quando cambia il vento"), e i bambini non tarderanno a scoprire che la loro nuova tata, sebbene sia severa, vanitosa e di solito imbronciata, ha un tocco magico che la rende meravigliosa. Tra le esperienze che Jane e Michael faranno figurano il tè al soffitto da Albert, lo zio di Mary Poppins, un viaggio intorno al mondo con una bussola, l'acquisto di stelle di pan di zenzero dall'anzianissima signora Corry, un incontro con la Donna degli Uccelli, un festa di compleanno allo zoo tra gli animali, e un giro di shopping natalizio con Maia, stella delle Pleiadi nella costellazione del Toro. Alla fine, in quella che è forse l'immagine più iconica associata a Mary Poppins, la tata apre l'ombrello e il vento dell'ovest la trascina via.

### Mary Poppins ritorna, pubblicato nel 1935
Niente è andato per il verso giusto da quando Mary Poppins ha lasciato il numero 17 del Viale dei Ciliegi. Un giorno, la signora Banks manda i bambini al parco e Michael fa volare il suo aquilone tra le nuvole. Sorpresa: all'altro capo del filo c'è Mary Poppins. La tata si prende nuovamente cura dei bambini (anche se rimarrà solo "finché la catena del suo medaglione non si spezza") Questa volta, Jane e Michael incontreranno la temibile signorina Andrew, vivranno una festa a testa in giù e visiteranno un circo nel cielo. Nel capitolo "Un nuovo arrivo", con la nascita della piccola Annabel, in casa Banks i bambini diventano cinque. Come già in Mary Poppins, alla fine Mary parte (attraverso una giostra incantata), ma stavolta ha con sé un "biglietto di ritorno, per ogni evenienza".

### Mary Poppins apre la porta, pubblicato nel 1943
Dopo aver lasciato una seconda volta i bambini Banks, ma prendendo un "biglietto di ritorno, per ogni evenienza", nel terzo libro Mary Poppins arriva nel parco davanti a Viale dei Ciliegi cadendo in mezzo ai fuochi d'artificio e torna così a occuparsi di Jane, Michael, i gemelli John e Barbara e la neonata Annabel, coinvolgendoli in avventure magiche. Stavolta, visiteranno il cugino Alfred Twigley, che ogni mese soffre del totale capovolgimento del suo mondo, faranno amicizia con una statua di nome Neleo che prenderà vita, cavalcheranno i bastoncini di menta piperita della Signora Calico e faranno una festa in giardino sotto il mare. Mary Poppins resterà con loro "finché non si apre la porta", cioè quando, riflessa nella finestra della cameretta dei bambini, attraverserà la porta, sparendo nel nulla.

### Mary Poppins nel parco, pubblicato nel 1952
Il quarto libro contiene sei avventure dei bambini Banks con Mary Poppins durante le uscite al parco lungo il Viale dei Ciliegi. Cronologicamente, quanto narrato in questo volume si riferisce in effetti al secondo e al terzo libro (rispettivamente Mary Poppins ritorna e Mary Poppins apre la porta). Tra le avventure vissute c'è una festa con le persone che vivono sotto i denti di leone, una visita ai gatti su un altro pianeta e un ballo di Halloween con le proprie ombre. Da adesso in poi, Mary Poppins non arriverà né partirà più da casa Banks, perché quella raccontata nel terzo libro è stata la sua partenza definitiva.

### Mary Poppins dalla A alla Z, pubblicato nel 1962
In questo libro, 26 vignette allegate a delle brevi storie, con protagonisti Mary Poppins e i Banks insieme a personaggi dei libri precedenti, raccontano in modo allegro le lettere dell'alfabeto: ogni storia, infatti, contiene delle assonanze che ripetono molte volte la lettera in questione.

### Mary Poppins in cucina, pubblicato nel 1975
Quando la cuoca deve assentarsi improvvisamente, mentre i signori Banks sono via per una settimana avendo una questione da risolvere, Mary Poppins insegna ai piccoli Banks come cucinare divertendosi, grazie all'inaspettato aiuto dei personaggi dei libri precedenti. Il libro contiene anche delle ricette tipiche della cucina inglese, come vari tipi di pudding, arrosto di pollo con salsa al pane e latte, torte salate, insalate e dolci. È anche il primo e unico libro della serie ad avere le illustrazioni colorate: tutti gli altri le hanno in bianco e nero.

### Mary Poppins in Cherry Tree Lane, pubblicato nel 1982
Mary Poppins trascina i bambini Banks in un'ennesima avventura memorabile, questa volta nella magica festa di mezza estate. Possono accadere cose strane e persino figure mitiche possono discendere dai cieli. Sul retro del libro c'è un elenco delle erbe menzionate nella storia, con i loro nomi botanici, locali e latini.

### Mary Poppins e i vicini di casa, pubblicato nel 1988
I residenti del Viale dei Ciliegi sono angosciati nell'apprendere che il loro amato numero 18, una casa vuota per la quale ogni vicino ha creato un inquilino immaginario secondo i propri desideri, sta per essere occupato dalla tata d'infanzia di Mr. Banks, la signorina Andrew, altrimenti conosciuta come "il Santo Terrore". Il suo temuto arrivo porta anche una piacevole sorpresa, perché Luti, un ragazzo dei Mari del Sud, l'ha accompagnata sia come servo che come studente. Deliziati dalla prospettiva di un nuovo amico, Jane e Michael sono frustrati dalle restrizioni imposte a Luti dall'ipocondriaca Miss Andrew. Il ragazzo diventa sempre più nostalgico della sua famiglia e dei suoi luoghi di origine, e quando la voglia di tornare a casa si fa così forte da risultare insopportabile, è Mary Poppins a rendere possibile il viaggio attraverso una visita all'Uomo nella Luna.

## Adattamenti

### Mary Poppins

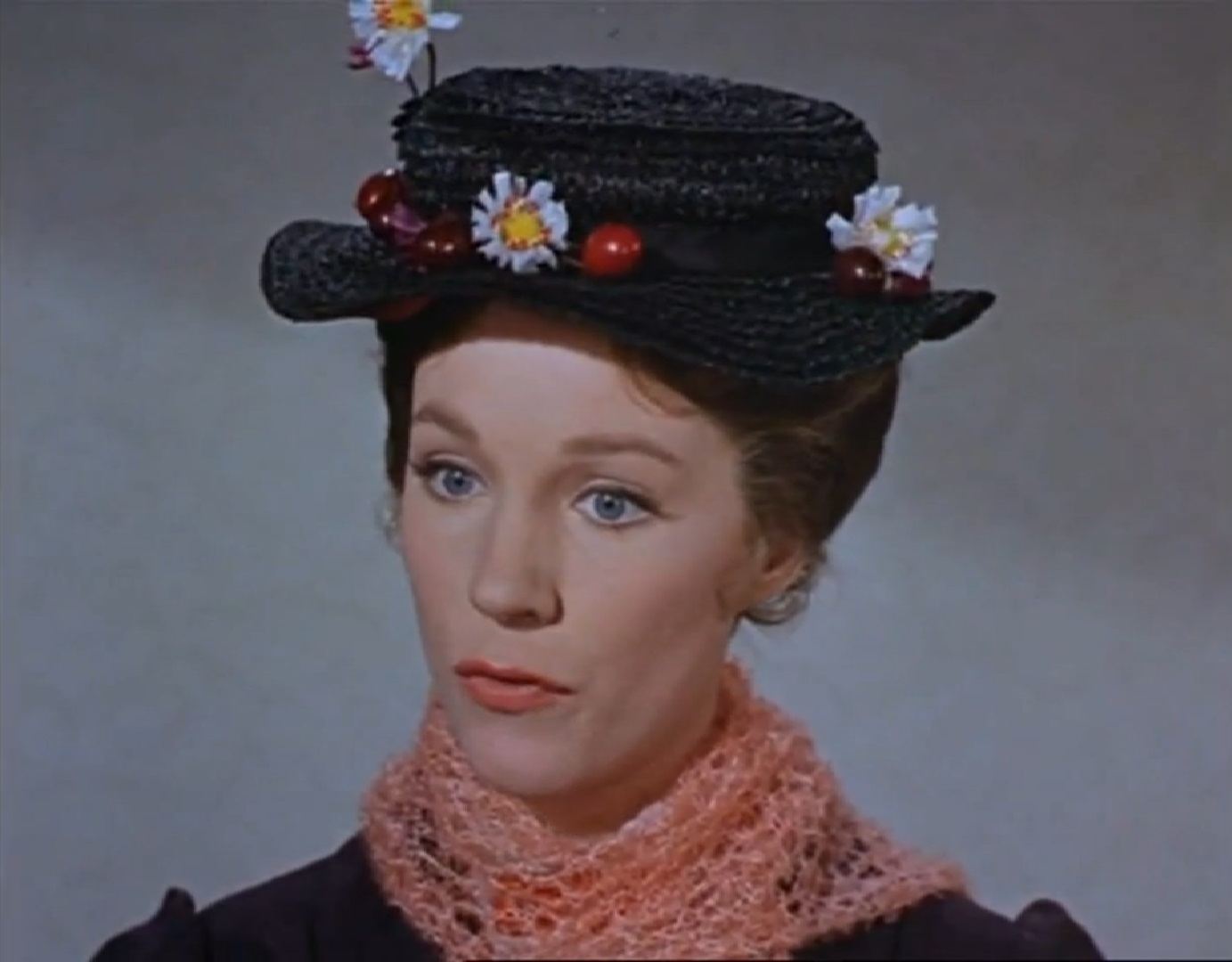
Julie Andrews interpreta Mary Poppins nel primo film

Nel 1964 esce Mary Poppins, adattamento cinematografico della Walt Disney Productions basato sui primi quattro libri della serie. Secondo il DVD del 2004 per il 40º anniversario del film, Walt Disney aveva tentato di acquistare i diritti cinematografici di Mary Poppins da P. L. Travers già nel 1938, ma fu respinto perché l'autrice riteneva che una versione cinematografica dei suoi libri non avrebbe reso giustizia alla sua creazione, e non voleva che questa diventasse un cartone animato basato. Spinto anche dalle figlie, che da bambine avevano adorato i libri di Mary Poppins, Disney continuò a insistere e alla fine riuscì ad acquistare i diritti nel 1961, sebbene Travers esigesse di riservarsi l'approvazione della sceneggiatura.
Il processo di pianificazione del film e la composizione delle canzoni hanno richiesto circa due anni. Mary Poppins è interpretata dall'attrice britannica Julie Andrews. Nel ruolo di Bert c'è Dick Van Dyke mentre in quelli di Jane e Michael Banks ci sono rispettivamente Karen Dotrice e Matthew Garber. George Banks è interpretato da David Tomlinson, Winifred Banks da Glynis Johns. Il film presenta una miscellanea di episodi tratti da ciascuno dei romanzi esistenti e nuove avventure create appositamente. Tra le notevoli differenze che si riscontrano rispetto ai libri, nel film mancano i personaggi di John, Barbara e Annabel Banks, e la stessa Mary Poppins appare decisamente più gentile di com'è descritta nel racconto.

### Mary Poppins il musical

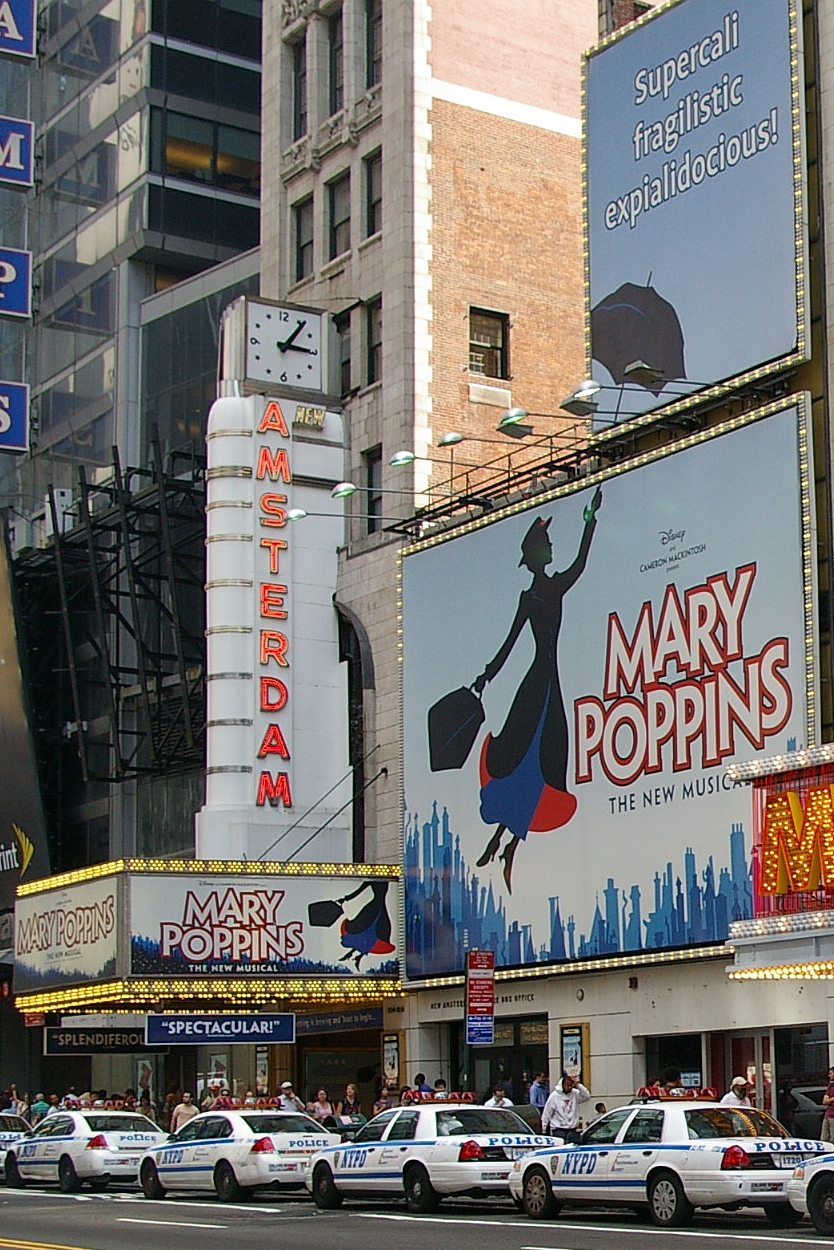
Locandina del musical in un teatro di New York

P. L. Travers resistette per molti anni alla vendita dei diritti per portare in scena Mary Poppins, avendo conservato una forte antipatia per la versione cinematografica del 1964 e uno sgradevole ricordo per come l'avrebbe trattata Walt Disney alla prima del film. Dopo la produzione scenica del Picketwire del 1980 a La Junta, in Colorado, Travers decise di vendere i diritti per il palcoscenico al produttore teatrale di Londra Cameron Mackintosh, mettendo una condizione: a essere direttamente coinvolti nel processo creativo del musical sarebbero stati solo scrittori nati in Inghilterra e nessun americano, e in particolare nessuno che avesse partecipato alla produzione del film. La prima mondiale dell'adattamento teatrale di Mary Poppins è avvenuta nell'Ippodromo di Bristol, Regno Unito, nel settembre 2004. La produzione è poi passata al Prince Edward Theatre nel West End il 15 dicembre 2004, per una durata di tre anni prima della chiusura nel gennaio 2008. In seguito lo spettacolo è diventato un tour nazionale nel Regno Unito e sono state messe in scena versioni internazionali, tra cui una lunga tournée a Broadway, a New York. Nel 2018 la produzione arriva anche in Italia, con Giulia Fabbri come protagonista. Il musical va in scena dal 17 gennaio al 12 maggio 2018, per poi tornare nei mesi di ottobre, novembre, dicembre e gennaio.

### Mary Poppins, goodbye
Nel 1983, la storia è stata adattata dagli studios Mosfilm dell'Unione Sovietica nel film musicale in lingua russa Мэри Поппинс, до свидания! (Mary Poppins, Goodbye), con Natalya Andreychenko (parte parlata) e Tatyana Voronina (canto) nei panni di Mary Poppins, Albert Filozov in quelli di George Banks e Oleg Tabakov nel ruolo della signorina Andrew.

### The Cat that Looked at the King
Nel 2004, in occasione del 40º anniversario del primo film, viene girato un cortometraggio, "The Cat that Looked at the King", tratto dall'omonimo capitolo del terzo libro della saga, Mary Poppins apre la porta.
Al parco del Viale dei Ciliegi, ci sono una ormai anziana Julie Andrews nei panni di una tata e due bambini. Quando una dei due dice di aver visto un gatto saltare in un disegno di strada simile a quelli di Bert, l'altro non le crede, e allora Julie decide di saltare dentro al dipinto con i bambini, e tutti e tre si ritrovano nella sala del trono di un re, insieme al gatto. Questo re vuole essere il più intelligente dell'universo, ma a forza di studiare trascura sempre di più la sua regina. Il gatto sfida il re in una gara di intelligenza, e vincendo dimostra al sovrano che l'apparenza può ingannare e che solo con la pazienza si può superare ogni ostacolo. Sconfitto e abbattuto, il re dubita persino di se stesso e non sa più chi è, allora il gatto lo invita a guardare nei suoi occhi, e il re si rivede da giovane con la regina e capisce che potrà anche non essere l'uomo più intelligente dell'universo, ma è un uomo felice. Usciti dal disegno, i bambini parlano dell'accaduto, ma Julie precisa che in realtà tutti quegli accadimenti magici non ci sono stati. Alla fine del cortometraggio, l'ombra della donna mostra la silhouette di Mary Poppins.

### Il ritorno di Mary Poppins
Il 14 settembre 2015 Disney ha annunciato un nuovo film su Mary Poppins con una nuova trama e nuove canzoni, nonostante il testamento finale di P. L. Travers precisasse che, nel rispetto delle sue volontà, non dovessero essere realizzate altre versioni cinematografiche. Il film è diretto da Rob Marshall e scritto da David Magee. I brani sono composti da Marc Shaiman e Scott Wittman, che si sono avvalsi anche della collaborazione di Richard Sherman, coautore insieme al fratello Robert Sherman della colonna sonora per l'originale del 1964. Non si tratta di un reboot o un remake: in questo film Mary Poppins torna a far visita agli ex bambini Banks, ormai adulti, e prende in consegna i tre figli di Michael. La sceneggiatura è basata sugli altri sette libri di Mary Poppins, andando anche al di là. si espande anche al di là di essi. Mary Poppins, interpretata dall'attrice britannica Emily Blunt, è affiancata dall'attore, compositore e paroliere statunitense Lin-Manuel Miranda nel ruolo di Jack, un personaggio simile a quello di Bert. Programmato inizialmente per uscire il giorno di Natale, Il ritorno di Mary Poppins è poi uscito nelle sale americane il 19 dicembre 2018 e in quelle italiane il 20 dello stesso mese.

## Personaggi

### Personaggi principali

#### Mary Poppins

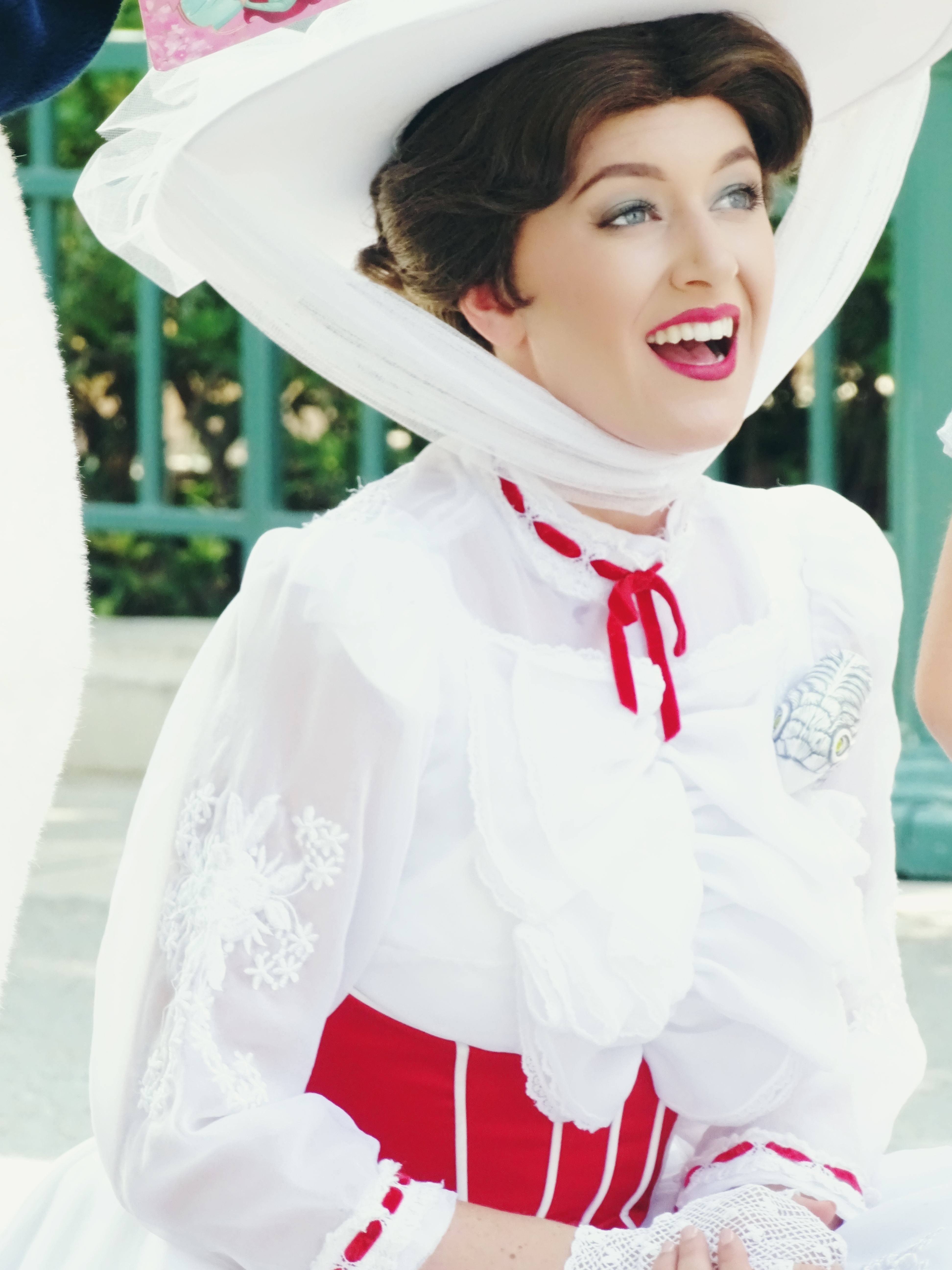
Mary Poppins mentre incontra i visitatori in Piazza Fratelli Lumiere a Disneyland

Mary Poppins è una nurse dai poteri speciali arriva nella casa dei Banks al numero 17 del Viale dei Ciliegi per occuparsi dei bambini. Non riconosce mai i suoi poteri e si arrabbia se uno dei bambini si riferisce alle avventure vissute insieme. È arrivata volando con un ombrello magico, trasportata dal Vento dell'Est. Alla fine del primo libro aprirà l'ombrello e sarà sollevata in aria dal Vento dell'Ovest, che la porterà lontano dai bambini. Nell'omonimo film Disney del 1964, è interpretata da Julie Andrews; nel sequel del 2018, Il ritorno di Mary Poppins, è interpretata da Emily Blunt; nel dramma della BBC Radio 4 del 2004, è interpretata da Juliet Stevenson. Appare in tutti i libri della saga oltre che in produzioni teatrali e radiofoniche.
In Italia, è stata doppiata nel primo film da Maria Pia Di Meo (parte parlata) e Tina Centi (canto), nel secondo film da Domitilla D'Amico (parte parlata) e Serena Rossi (canto), mentre nella produzione italiana del musical è interpretata da Giulia Fabbri.

#### Bambini Banks
Nei libri i bambini Banks sono cinque: Jane, la maggiore, Michael, i gemelli John e Barbara, e per finire Annabel. Jane e Michael sono i più grandi e partecipano alla maggior parte delle magiche avventure con Mary Poppins. I gemelli John e Barbara prendono parte alle avventure solo dal secondo libro. La nascita di Annabel, la più piccola, è a metà del secondo libro. Sebbene le età dei bambini non siano mai indicate, Jane ha circa sette anni in Mary Poppins, e John e Barbara festeggiano il primo compleanno nello stesso libro mentre sembrano avere circa due anni all'arrivo di Annabel. Negli adattamenti cinematografici e radiofonici e nel musical appaiono solo Jane e Michael. Nel film del 1964 sono interpretati rispettivamente da Karen Dotrice e Matthew Garber, nel dramma della BBC Radio 4 del 2004, da Sophie Stuckey e Jonathan Beenel. Nel sequel del 2018, Jane e Michael sono adulti e nei loro ruoli ci sono rispettivamente Emily Mortimer e Ben Whishaw. Nello stesso film appaiono anche John e Annabel ma in qualità di figli di Michael, invece che suoi fratelli. Nel film Michael ha anche un terzo figlio di nome Georgie (probabile riferimento al padre, George Banks).
In Italia, nel primo film, Jane e Michael sono stati doppiati da Liliana Sorrentino e Sandro Acerbo, mentre nel secondo film Jane è doppiata da Micaela Incitti, Michael da Renato Novara, John da Emanuele Suarez (parte parlata) e Simone Iuè (canto), Annabel da Carolina Gusev (parte parlata) e Elisa Rinaldi (canto), Georgie da Alberto Vannini (parte parlata) e Andrea Rinaldi (canto). Nella produzione italiana del musical, Jane è interpretata da Gaia Fornoni, Carlotta Prando e Margherita Rebeggiani, mentre Michael da Stefano de Luca, Alessandro Notari e Alessandro Pinto.

#### George Banks
George Banks è il datore di lavoro di Mary Poppins. Lavora alla banca d'Inghilterra e vive con la famiglia al numero 17 del Viale dei Ciliegi. Nei libri, dove è raramente presente, è descritto come un marito e un padre burbero ma affettuoso nei confronti della moglie e dei bambini. Nel film ha un ruolo più consistente ed è un uomo che pensa solo al lavoro, che esige l'ordine e che tende a trascurare moglie e figli, finché grazie a Bert capisce che così facendo sta lasciando passare la sua vita e l'infanzia dei suoi figli, e allora cambia atteggiamento. Niente di tutto questo è menzionato nel libro. Il ruolo nel musical teatrale è simile a quello del film, ma c'è un retroscena aggiuntivo tratto dai libri originali, in cui si racconta che da bambino George è stato trascurato dai genitori e lasciato in balia di una crudele governante. Nel film Disney del 1964 George Banks è interpretato da David Tomlinson, nel dramma della BBC Radio 4 del 2004, da David Timson. È presente in quasi tutti i libri, nel musical e solo nel primo film.
In Italia George è stato doppiato da Giuseppe Rinaldi, mentre nella produzione italiana del musical è stato interpretato da Alessandro Parise.

#### Winifred Banks
La signora Banks è la moglie di George Banks e la madre di Jane, Michael, John, Barbara e Annabel. Il suo nome non è mai stato menzionato nei libri, mentre è Winifred nel film e nel musical. Nei libri, è lei il vero capofamiglia in casa Banks, ma è facilmente intimidita da Mary Poppins. Nel film, è una convinta suffragetta che a causa della sua attività non ha sempre tempo per occuparsi dei suoi figli, ma che una volta rientrata riprende il ruolo di brava padrona di casa tipico dell'epoca edoardiana. Nel musical teatrale, è un'ex attrice sotto pressione che cerca di entrare nella cerchia sociale del marito. Nel film Disney del 1964, è interpretata da Glynis Johns, nel dramma della BBC Radio 4 del 2004, da Deborah Berlin.
In Italia Winifred è stata doppiata da Rosetta Calavetta, mentre nella produzione italiana del musical è interpretata da Alice Mistroni.

#### Bert lo spazzacamino

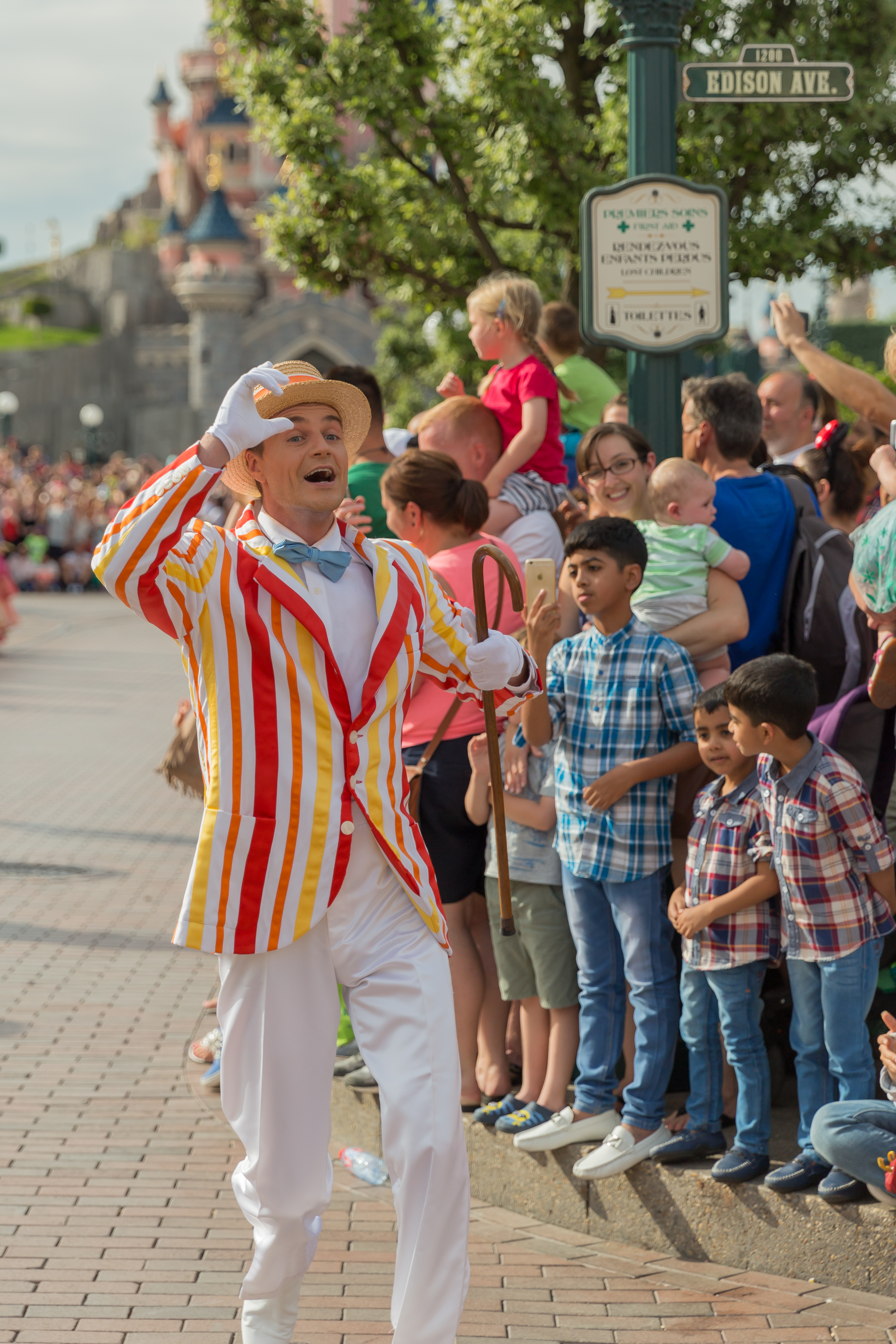
Bert durante una delle parate dei personaggi Disney a Disneyland Paris

Lo spazzacamino, o Bert, è l'amico di Mary Poppins. Nei libri, quando il tempo è bello, disegna con il gesso immagini realistiche sul marciapiede, ma quando piove, vende zolfanelli e quindi è conosciuto anche come L'uomo dei Fiammiferi. Però è ricordato soprattutto per il mestiere di spazzacamino, che svolge occasionalmente. A volte, nel suo secondo giovedì di riposo, Mary Poppins se ne va in giro con Bert, che è anche molto amico dei bambini Banks e benvoluto dagli altri residenti del Viale dei Ciliegi. Nel film del 1964 Bert, interpretato da Dick Van Dyke (doppiato in Italia da Oreste Lionello), ha un ruolo più importante: partecipa alle avventure con i bambini, si prende cura di Albert, lo zio di Mary Poppins, e dà buoni consigli al signor Banks. Nel musical ha un ruolo simile e recita come narratore e amico lontano di Mary e dei bambini Banks; nella produzione italiana del musical è interpretato da Davide Sammartano.
Nel secondo film, il personaggio di Bert viene sostituito da quello di Jack, un lampionaio, creato appositamente per il sequel e interpretato da Lin-Manuel Miranda (doppiato in Italia da Giorgio Borghetti). Molti anni prima Jack era stato amico dello spazzacamino, facendo lo stesso mestiere. Un giorno, salendo sui lampioni per salutare la famiglia Banks, si era invaghito di Jane. Alla fine del film Jane e Jack volano insieme nel cielo, attaccati a un palloncino.

### Personaggi secondari

#### Il Guardiano del Parco
Nei libri, il Guardiano del Parco è un personaggio di primo piano. Presente in tutti i libri, innamorato di Ellen, la cameriera dei Banks, appare spesso in scene ambientate nel parco, uno dei luoghi preferiti da Mary Poppins per le uscite con i bambini. Molto rigoroso rispetto alle regole e ai divieti del Parco, talvolta è infastidito dalle avventure di Mary Poppins, ma ha imparato ad accettare il fatto che ci sono cose di Mary che lui non capirà mai. Rimpiange in segreto la sua infanzia, e non perde mai l'occasione di unirsi ai giochi dei bambini Banks, ad esempio per gli aquiloni o i fuochi d'artificio. Il suo nome completo è Fred Smith e sua madre è la Donna degli Uccelli. Assente nel primo film, è invece presente nel sequel e anche nel musical, dove canta "Let's Go Fly a Kite" con Bert e i bambini.

#### Miss Lark
La signorina Lark è una vicina di casa della famiglia Banks. È molto ricca e vive in una grande villa insieme a due cani, Andrew, di razza pura, e Willoughby, un meticcio. All'inizio c'era solo Andrew, poi si è aggiunto Willoughby su richiesta dello stesso Andrew, che esprimendosi nella lingua dei cani ha potuto contare sulla traduzione di Mary Poppins. Presente in tutti i libri, in genere la signorina Lark non è solita apprezzare le prodezze di Mary ed è ossessionata dall'aspetto dei suoi cani, che porta dal parrucchiere e a cui compra pellicce e stivali. Appare nel primo film, interpretata da Marjorie Bennett, insieme al solo Andrew e nel sequel, interpretata da Sudha Buchar, insieme al solo Willoughby; è presente anche nel musical, dove ad accompagnarla è ancora Willoughby. 

#### Ammiraglio Boom
L'ammiraglio Boom è un ex ufficiale della marina e vive nella prima casa del Viale dei Ciliegi, un'abitazione a forma di nave, insieme alla moglie, la signora Boom, e all'assistente Binnacle, un ex pirata. È solito ricorrere al colorito gergo marinaresco ma senza mai spergiurare, perché i libri sono destinati a giovani lettori. Nel film è un vicino della famiglia Banks che spara con il cannone per segnare il tempo; in questa versione l'ammiraglio fa pensare al cosiddetto marinaio "Shipshape and Bristol fashion", tutto efficienza, ordine e puntualità. È interpretato da Reginald Owen nel primo film, e da David Warner nel sequel del 2018. 

#### Domestici della famiglia Banks
Nei libri, i Banks hanno tre collaboratori domestici oltre a Mary Poppins: Ellen, Mrs. Brill e Robertson Ay. Ellen è la cameriera e anche se vuole bene ai bambini, odia doversene occupare quando non ci sono bambinaie in casa. È quasi sempre un raffreddata. La signora Brill è la cuoca; non ama particolarmente Ellen, e spesso è scontrosa senza motivo. Robertson Ay, ragazzo tuttofare, è pigro, smemorato anche maldestro. In Mary Poppins ritorna, è a lui che fa riferimento la storia raccontata da Mary Poppins ai bambini, con protagonista un re portato fuori strada dal Folle, detto il Matto. Nel primo film appaiono Ellen e la signora Brill (interpretate rispettivamente da Hermione Baddeley e Reta Shaw), ma non Robertson Ay; nel musical sono presenti la signora Brill e Robertson Ay, ma non Ellen, che invece appare nel film del 2018, interpretata da Julie Walters. Nello stesso film non è fatta menzione di ciò che possa essere successo alla signora Brill.

#### Miss Andrew
La Signorina Andrew era stata la crudele bambinaia avuta dal signor Banks nella sua infanzia. Estremamente severa e soprannominata "il Sacro Terrore", fa paura a tutti, compreso lo stesso signor Banks, ma non a Mary Poppins, che sventa ogni suo tentativo per imporsi nella vita dei bambini. Non appare in tutti i libri ma è menzionata spesso, e la signora Banks se ne serve come minaccia perché i figli si comportino bene. Assente nel film, ha invece un ruolo di primo piano nel musical con un personaggio simile a quello dei libri, e cantando "Zolfo e Melassa" in riferimento alla "medicina" destinata ai bambini come punizione.

### Amici e Parenti di Mary Poppins

#### Donna degli uccelli
La donna degli uccelli è una donna anziana che siede sui gradini della cattedrale di St. Paul e vende ai passanti sacchetti di briciole per sfamare gli uccellini. Appare alcune volte nei libri ed è una buona amica di Mary. Successivamente viene rivelato che è la madre del guardiano del parco e che il suo vero nome è Mrs. Smith. Presente nel film del 1964, interpretata da Jane Darwell (alla sua ultima apparizione cinematografica), è anche il soggetto della canzone La Cattedrale, cantata da Mary Poppins. Ha un ruolo simile nel musical, dove canta duettando con Mary.

#### Mrs. Clara Corry
La signora Clara Corry, estremamente anziana, sostiene di essere la donna più anziana del mondo. Si dice che sia stata adolescente quando il mondo fu creato, e che abbia conosciuto Guglielmo il Conquistatore e Alfredo il Grande. Possiede un negozio dove vende panpepato e ha dita che si staccano e che si trasformano nello stesso panpepato, per poi ricrescere. Nei libri appare più volte, insieme alle figlie Anne e Fanny, costantemente criticate dalla madre, e ha un ruolo minore nel film del 1964, dove è interpretata da Alma Lawnton. Nel musical ha un ruolo più ampio, possiede un "negozio di conversazione", canta "Supercalifragilistichespiralidoso" al fianco di Mary e Bert ed è accompagnata dalla figlie.

#### La Mucca Rossa
Una "mucca modello" che Mary Poppins ricorda come una buona amica di sua madre. Una volta una stella cadente si era impigliata in un suo corno, facendola ballare in modo incontrollabile fino a quando, in preda alla disperazione, la mucca era saltata sulla luna, per poi rimpiangere la sensazione di felicità avvertita danzando, e su consiglio della madre di Mary Poppins aveva deciso di cercare un'altra stella. Ed è sempre cercando un'altra stella che in Mary Poppins la Mucca Rossa cammina lungo il Viale dei Ciliegi: Michael la vede, e Mary allora racconta la sua storia.

#### Zio Albert
Albert Wigg è lo zio di Mary Poppins, presumibilmente il fratello di sua madre; un grande uomo calvo e rotondo con una personalità gioviale. Se il suo compleanno cade di venerdì, diventa così pieno di "gas esilarante" che fluttua nell'aria. Appare nel film del 1964 interpretato da Ed Wynne canta la canzone "I Love to Laugh" con Bert. A differenza dei libri, nel film sale in aria quando ride di gusto, e per scendere a terra deve pensare a cose estremamente tristi. È assente nel musical.

#### Arthur Sotto e Tartina Sopra
Arthur e Topsy Turvy sono i cugini di Mary Poppins. Arthur Turvy ripara oggetti rotti e per via di una maledizione ogni secondo lunedì del mese, dalle 3 alle 6 del pomeriggio, è costretto a fare l'opposto di quello che vorrebbe (come, ad esempio, starsene dritto a testa in giù se invece vuole stare normalmente in piedi). Questo non gli impedisce di innamorarsi di Topsy e di sposarla. Nel sequel è Topsy Turvy, interpretata da Meryl Streep, ad aggiustare gli oggetti e a subire la maledizione.

#### Alfred Twigley
Alfred Twigley è il cugino di Mary Poppins. Come regalo della sua madrina, può realizzare sette desideri durante la notte della prima luna nuova, dopo la seconda domenica piovosa e dopo il 3 maggio.

#### Signora dei Palloni
La Signora dei Palloni è una vecchia amica di Mary che vende palloncini nel parco. I palloncini hanno una particolarità: se comprandone uno si sceglie quello con su scritto il proprio nome, ci si può librare in aria. La Signora dei Palloni è apparsa nel sequel del 2018, interpretata da Angela Lansbury.

#### Maia
La seconda delle sette Pleiadi, Maia, si unisce ai bambini durante i loro acquisti natalizi per comprare regali destinati alle sei sorelle.

#### Nellie-Rubina
Nellie-Rubina è una bambola di legno a grandezza naturale con la faccia piatta. Gestisce un "negozio di conversazioni" che ha la forma dell'Arca di Noè. Nel musical appare la scenografia del negozio di conversazioni di Nellie, ma a gestirlo è la signora Corry.

#### Neleo
Neleo è una statua in marmo dell'omonimo personaggio mitologico greco. Resa vitale da Mary Poppins, esprime il desiderio di ricongiungersi con il padre, Poseidone. Appare nel musical, durante la sequenza "Jolly Holiday".

#### Signora Calico
La Signora Calico vende all'interno del parco bastoncini di menta grandi come bastoni da passeggio, e come pagamento chiede ai clienti di appuntarle uno spillo sul vestito. Una volta comprati, i bastoncini si librano in aria come farfalle, e i clienti li cavalcano nel cielo. Compare solamente nel libro Mary Poppins apre la porta, dove viene presentata come una vecchia amica di Mary.

## Celebrazioni e riferimenti
- A Bowral, dove ha vissuto P. L. Travers, per il 100º compleanno della scrittrice, alle 14:06 del 7 maggio 2011 su Bradman Oval si è tentato di battere il record del mosaico-ombrello più grande del mondo. L'evento è stato organizzato dal Southern Highlands Youth Arts Council[30] e il record è stato raggiunto con 2115 persone.[31]  Una foto aerea è stata scattata in elicottero.[32]
- In una sequenza dedicata alla letteratura britannica per bambini, durante la cerimonia d'apertura dei Giochi Olimpici del 2012 a Londra, oltre trenta Mary Poppins sono scese dal cielo in massa per combattere e sconfiggere gli incubi (ovvero la Regina di cuori, Capitan Uncino, Crudelia De Mon e Lord Voldemort, intenti a rubare i sogni dei bambini).[33] La sequenza è stata chiamata Seconda stella a destra e poi dritto fino al mattino.[34]
- In The Problem of Susan, di Neil Gaiman, si fa riferimento a un breve racconto umoristico intitolato Mary Poppins Brings in the Dawn, nel quale Mary Poppins è la nurse di Gesù.[35]